# Odd Højdahl
Odd Højdahl (* 5. Januar 1921 in Oslo; † 23. Februar 1994) war ein norwegischer Gewerkschaftsfunktionär und Politiker, der in der ersten Regierung von Ministerpräsident Trygve Bratteli zwischen 1971 und 1972 Sozialminister war.

## Leben

### Gewerkschaftsfunktionär und Vize-Mitglied des Storting
Højdahl, Sohn des Managers Jacob Højdahl und der Musikerin Anna Augusta Myhrvold, begann nach dem Schulbesuch 1940 ein Studium an der Handelsschule sowie von 1941 bis 1943 ein Studium der Rechtswissenschaften. 1945 trat er als Konstabler in die Polizei ein, die er aber 1946 bereits wieder verließ, um Sekretär des Berufsbildungsrates (Yrkesopplæringsrådet) zu werden. 1948 wechselte er als Leiter für Berufsausbildung zum Arbeitsamt (Arbeidsdirektoratet) und übte diese Funktion bis 1951 aus.
Zu dieser Zeit begann er auch sein Engagement als Gewerkschaftsfunktionär und war von 1948 bis 1953 der Arbeiterliga im Osloer Ortsteil Høyenhall sowie zwischen 1951 und 1957 Vize-Vorsitzender der Gewerkschaft des öffentlichen Dienstes NTL (Norsk Tjenestemannslag). Daneben begann er seine politische Laufbahn der Kommunalpolitik und war zwischen 1953 und 1957 Mitglied des Stadtrates von Oslo. Während dieser Zeit absolvierte er 1954 einen Studiengang für Organisationslehre an der Harvard University.
1957 wechselte Odd Højdahl zur Gewerkschaft der Staatsbediensteten (Statstjenestemannskartellet) und war zwischen 1957 und 1960 deren Sekretär, ehe er zwischen 1960 und 1969 Sekretär des Dachverbandes der Gewerkschaften LO (Landsorganisasjonen i Norge) war. Während dieser Zeit befand er sich 1962 im Auftrag der Internationalen Arbeitsorganisation (ILO) in Birma.
Bei der Wahl vom 11. September 1961 wurde er als Kandidat der Arbeiderpartiet für Oslo zum Vize-Mitglied des Storting gewählt und übte diese Funktion bis zur Wahl am 13. September 1965 aus.

### Vize-Vorsitzender der LO, Minister und Direktor der Arbeitsinspektionsbehörde
Neben seiner hauptamtlichen Tätigkeit als LO-Sekretär war er zwischen 1963 und 1969 auch Vorsitzender der Gewerkschaft der Staatsbediensteten sowie anschließend von 1969 bis 1977 Vize-Vorsitzender des Gewerkschaftsdachverbandes LO. Daneben bekleidete er aufgrund dieser Funktionen zahlreiche andere Funktionen und war unter anderem von 1963 bis 1977 Vorstandsmitglied des Arbeitsamtes sowie zwischen 1969 und 1977 Mitglied der Vorstände der Tageszeitung Arbeiderbladet und zugleich von Strukturfinans. Ferner fungierte er zwischen 1968 und 1969 as Vize-Vorsitzender des Direktorats für Entwicklungshilfe NORAD (Norwegian Agency for Development Cooperation) sowie von 1970 bis 1977 als Vorstandsmitglied des metallurgischen Staatsbetriebes A/S Norsk Jernverk.
Am 17. März 1971 wurde Højdahl von Ministerpräsident Trygve Bratteli als Sozialminister (Sosialminister) in dessen erste Regierung berufen, der er bis zum Ende von Brattelis Amtszeit am 18. Oktober 1972 angehörte.
Nach Beendigung seiner Tätigkeit als Vize-Vorsitzender der LO wurde Odd Højdahl 1977 Direktor von Statens Arbeidstilsyn, die zum Zuständigkeitsbereich des Arbeitsministeriums gehörende Staatliche Arbeitsinspektionsbehörde. In dieser Funktion blieb er bis 1988 und war zugleich von 1977 bis 1987 Vorstandsmitglied des Instituts für Arbeitsforschung. Des Weiteren war er seit 1978 Vorstandsmitglied der 
von Den Norske Creditbank sowie seit 1981 Vorstandsmitglied des Produktregisteret, eine neu gegründete Einrichtung zur Erfassung importierter oder in Norwegen produzierter Chemikalien. Darüber hinaus war er seit 1982 auch Vorsitzender des Stiftungsrates für regionale Sicherheitsbeauftragte.

## Veröffentlichung
- Medbestemmelsesrett Mitherausgeber N. R. Mugaas und Jørn Storeng, Oslo 1969